# Simplicia clarilinea
Simplicia clarilinea är en fjärilsart som beskrevs av Louis Beethoven Prout 1922. Simplicia clarilinea ingår i släktet Simplicia och familjen nattflyn. Inga underarter finns listade i Catalogue of Life.